# Michael Steinbrecher (Architekt)

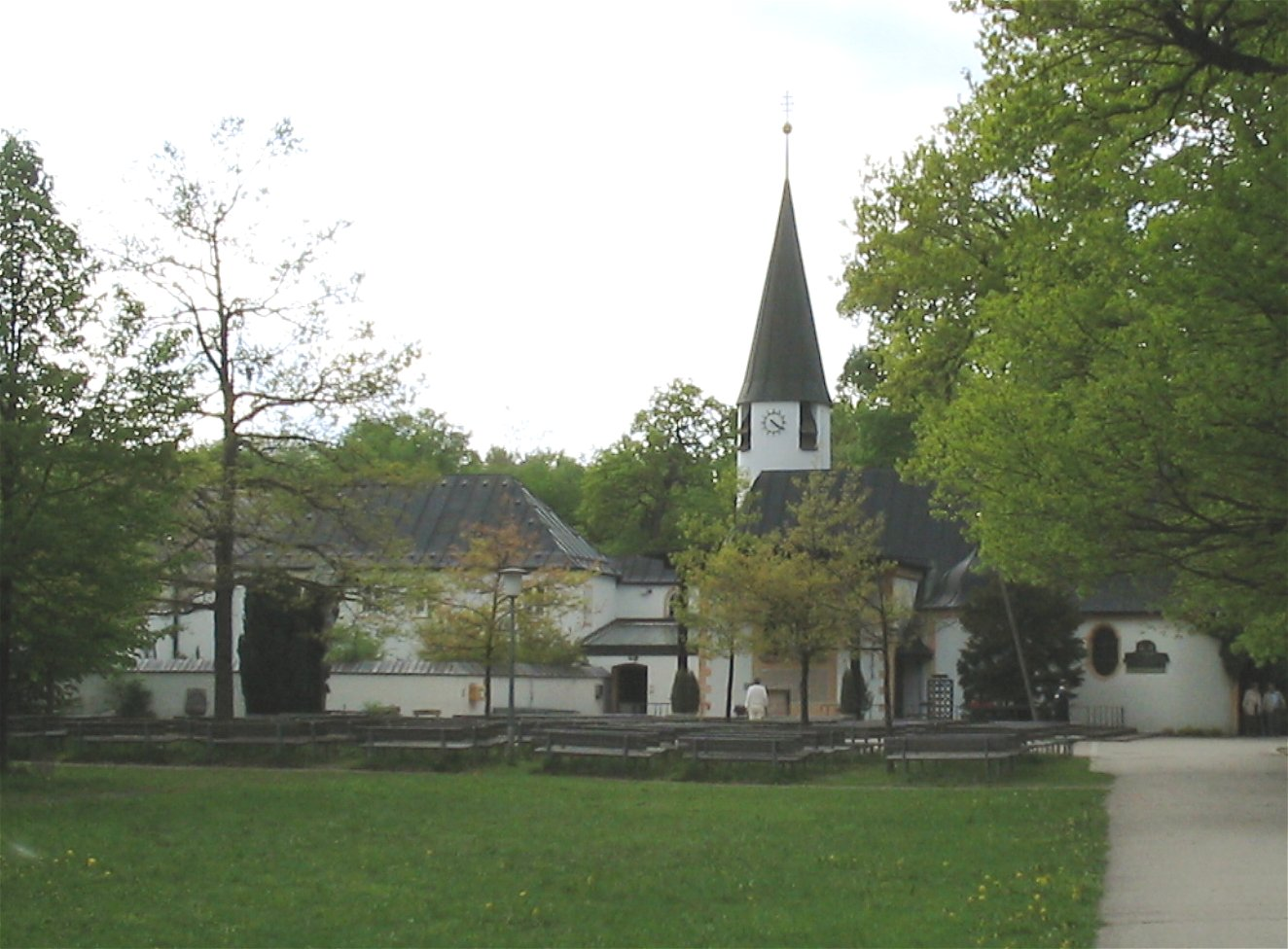
Maria Eich in Planegg

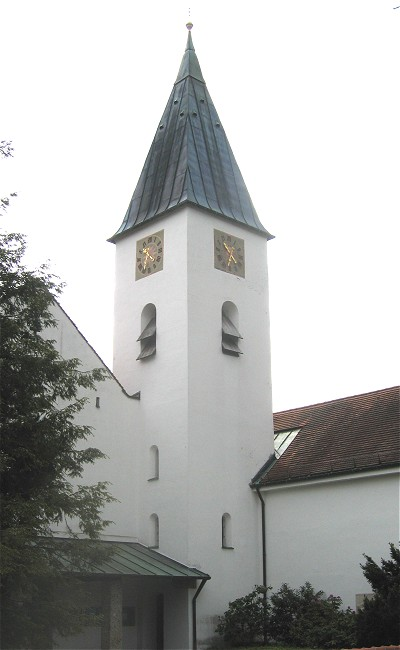
St. Peter und Paul in Grünwald

Michael Steinbrecher (* 11. Juli 1887 in München; † 1976) war ein deutscher Architekt. Er zählt zu den wichtigsten südbayerischen Architekten im Sakralbau der 1930er Jahre und der Nachkriegszeit, in der er auch am Wiederaufbau von Münchener Kirchen beteiligt war. Sein Nachlass befindet sich im Architekturmuseum der Technischen Universität München.

## Werk (Auswahl)
- 1932: Neugestaltung von Freialtar und Kirchturm der Wallfahrtskirche Maria Eich in Planegg
- 1934: Leichenhaus in Vilsbiburg
- 1935–1936: Wohnhausbauten der Aluminium AG Burgerfeld in Wasserburg am Inn
- 1937–1938: Heimathaus in Wasserburg am Inn
- 1938–1939: Pfarrkirche St. Peter und Paul in Grünwald
- 1938: Erweiterung der katholischen Pfarrkirche St. Wendelin in Weitnau
- 1938–1939: Innwerk-Siedlung in Gars am Inn
- 1939: Heimathaus und Denkmalshof in Trostberg
- 1949–1951: Stadtpfarrkirche Christkönig in Penzberg
- 1951–1953: Wiederaufbau der Mariahilfkirche in der Au in München
- 1954–1955: Klosterkirche St. Pius X. in Neustift bei Vilshofen an der Donau
- 1955–1956: Pfarrkirche St. Elisabeth in München-Haidhausen (1993 Abriss wegen Baumängeln)
- 1957–1958: Pfarrkirche St. Michael in Schalding rechts der Donau
- 1957–1958: Pfarrkirche Maria Königin in Grünwald
- 1958–1967: Umgestaltung der Wallfahrtskirche Maria Eich in Planegg
- 1961–1963: Anbau der Pfarrkirche St. Martin in Unterwössen
- 1964–1966: Wiederaufbau der Pfarrkirche St. Wolfgang in München-Haidhausen
- 1966: Umgestaltung Innenraum der Pfarrkirche St. Anton, München-Isarvorstadt